# Supermarked
Et supermarked er en selvbetjeningsbutik, hvis primære sortiment er fødevarer og dagligvarer. 
Ifølge Danmarks Statistiks definition har et supermarked et salgsareal på mindst 400 m², og non-food-varer udgør som hovedregel mindre end 20 % af detailomsætningen. Omsætningen af non food-varer som tøj og isenkram er markant højere i kæder som Føtex (30 procent af omsætningen) og Bilka (50 procent af omsætningen), hvorfor disse ikke kan betegnes som supermarked ifølge Danmarks Statistiks definition. Ejeren Salling Group definerer også selv Føtex som varehuse og Bilka som lavprisvarehuse eller hypermarkeder.
Danmarks første selvbetjeningsbutik var drevet af en brugsforening og åbnede i 1949 i Esbjerg.

## Supermarkeder i Sverige

### Historie
Ved krydset Odengatan 31 og Roslagsgatan i Stockholm åbnede Konsum 19. juni 1941 efter amerikansk mønster Sveriges første snabbköp (= hurtigkøb). Pga rationeringsmærkerne under anden verdenskrig faldt indkøbene dog ikke så hurtige som håbet, og forretningsmodellen slog først igennem efter krigen. Men det norske dameblad Urd bragte i 1941 en reportage fra forretningen, der dannede en enorm kontrast for norske husmødre, der på den tid dagligt stod i kø i timevis for at få fat i det nødvendigste. Tilstrømningen til den svenske selvbetjeningsbutik var stor. Svingdøren førte kun ind, ikke ud, og man tog så en ståltrådskurv til at lægge varerne i. Der var også vogne, hvor man kunne sætte et lille barn i den øverste kurv og varerne i den nederste. Varerne skulle blive billigere pga indsparelsen ved mindre personale, men i stedet valgte man i første omgang at holde ordinære priser, men med en bonus ved betaling. Fristelsen til at stikke noget i lommen forsvandt af sig selv, da de unge damer ved udgangen havde udsigt til hver sin passage mellem reolerne; og til modsat side dækkede et kæmpespejl bagvæggen, sat på skrå, så personalet havde overblik over hele forretningen.

## Supermarkeder i Danmark
Der findes en lang række supermarkedskæder i Danmark, hvoraf to har en markedsandel målt på omsætning(1.000kr); (Salling Group 59.410.000kr (tidligere Dansk Supermarked) og Coop 37.413.000kr :
- ABC Lavpris
- Alma Madmarked
- Brugsen (Coop) (LokalBrugsen, Dagli'Brugsen, SuperBrugsen)
- Coop 365discount (Coop)
- Føtex Food (Salling Group)
- Kvickly (Coop)
- Lidl
- Liva Stormarked
- Let-Køb (Dagrofa)
- Løvbjerg Supermarked
- MENY (Dagrofa)
- Min Købmand (Dagrofa)
- Netto (Salling Group)
- NærKØB
- Prisa
- Rema 1000
- Spar (Dagrofa)

### Lukkede supermarkedskæder
- Aldi er del af tyske Aldi Nord - kædens danske del lukkede i 2023
- Alta (Dagrofa)
- Dreisler Storkøb (Dagrofa)
- Eurospar (Dagrofa)
- Fakta (Coop) (Fakta Q)
- Favør (Dagrofa)
- ISO
- Irma og Lille Irma (Coop)
- Jaco
- KC Storkøb
- Kiwi Danmark var en del af det stadig eksisterende norske Kiwi Minipris
- Kvickly xtra
- OBS!
- Prima
- SuperBest[6]
- Super Spar (Dagrofa)

### Onlinehandel med dagligvarer i Danmark
Flere danske detailhandelsvirksomheder driver online-handel med dagligvarer. Coop Danmark står bl.a. bag webshoppen Irma.dk, hvor kunderne kan få varerne leveret, eller de kan bestille og afhente dem i koncernens dagligvarekæder. Der findes også en række online-supermarkeder uden forbindelse til fysiske butikker. Blandt dem er nemlig.com og Osuma de mest kendte, men der findes også flere mindre med lokal tilknytning.

## Supermarkeder i resten af verden

### Norge
- Kiwi Minipris

### Storbritannien
- Iceland
- Sainsbury's
- Tesco

### USA
- Whole Foods Market